# Mirsad Sulejmanović
Mirsad Sulejmanović (* 30. Oktober 1997) ist ein österreichisch-bosnischer Fußballspieler.

## Karriere
Sulejmanović begann seine Karriere beim ATSV Stein. 2009 wechselte er zur Union Dietach. 2011 kam er in die Akademie der SV Ried, in der er bis 2013 spielte. 2013 wechselte er zur Zweitmannschaft des SK Vorwärts Steyr.
Sein Debüt für die erste Mannschaft von Steyr in der Regionalliga gab er im März 2015, als er am 17. Spieltag der Saison 2014/15 gegen den SV Lafnitz in der 90. Minute für Attila Varga eingewechselt wurde.
Seinen ersten Treffer in der Regionalliga erzielte er im Mai 2016 bei einer 5:2-Niederlage gegen den SC Kalsdorf. Mit Vorwärts Steyr stieg er 2018 in die 2. Liga auf. In der Aufstiegssaison 2017/18 kam er in 28 Spielen zum Einsatz und erzielte dabei zwei Tore.
Im Juli 2018 debütierte Sulejmanović in der zweithöchsten Spielklasse, als er am ersten Spieltag der Saison 2018/19 gegen die SV Ried in der Startelf stand. Nach 49 Zweitligaeinsätzen für die Steyrer wechselte er zur Saison 2020/21 zum Ligakonkurrenten FC Juniors OÖ, bei dem er einen bis Juni 2022 laufenden Vertrag erhielt. Für die Juniors kam er insgesamt zu 39 Zweitligaeinsätzen. Nach der Saison 2021/22 zog sich das Team aus der 2. Liga zurück, woraufhin Sulejmanović es verließ.
Im Juli 2022 wechselte der Mittelfeldspieler dann nach Slowenien zum Zweitligisten NK Nafta Lendava. Für Lendava kam er zu 27 Einsätzen in der 2. SNL. Zur Saison 2023/24 kehrte er nach Steyr zurück, das inzwischen wieder in die Regionalliga abgestiegen war.